# Kate Raworth
Kate Raworth (née en 1970) est une économiste et éditorialiste britannique, auteure du livre La théorie du donut,.

## Biographie
Elle est titulaire d'un Bachelor of Arts en politique, philosophie et économie (1993) et d'un master en économie du développement (1994), tous les deux obtenus à l'université d'Oxford.
Elle travaille en tant qu'économiste au Programme des Nations unies pour le développement (PNUD) de 1997 à 2001. Elle est ensuite chercheuse à Oxfam de 2001 à 2013.
Depuis 2013, elle est enseignante à l'Environmental Change Institute de l'université d'Oxford. Elle est également Senior Associate au Cambridge Institute for Sustainability Leadership de l'université de Cambridge.
En 2017, elle publie le livre intitulé Doughnut Economics : Seven Ways to Think Like a 21st Century Economist, qui est une contre-proposition à la pensée économique dominante qui formule les conditions d'une économie durable. Dans ce livre, elle préconise de reconsidérer les fondements de la science économique. Au lieu de se concentrer sur la croissance de l'économie, elle choisit un modèle où l'on peut garantir que chacun sur Terre a accès à ses besoins fondamentaux, tels qu'une alimentation et une éducation adéquates, tout en ne limitant pas les possibilités des générations futures en protégeant notre écosystème. Le livre a été sélectionné pour le prix du livre de l'année 2017 du Financial Times et de McKinsey Business.
Elle reçoit un doctorat honoris causa de la Business School Lausanne le 29 juillet 2017.

## Ouvrages
- La théorie du donut : l'économie de demain en 7 principes, Plon, 2018.